# Stazione di Roma Trastevere Scalo
La stazione di Roma Trastevere, successivamente Roma Trastevere Scalo o informalmente scalo di Trastevere, è stata la prima stazione ferroviaria al servizio del quartiere romano Gianicolense e di quello vicino di Trastevere, dal quale prende il nome, concepita inizialmente per essere capolinea distaccato delle ferrovie Tirrenica e Roma-Capranica-Viterbo. Inaugurata nel 1890, ma attiva già dall'anno precedente per il traffico merci, sostituì l'antica stazione di Roma Porta Portese del 1859, venne declassata a stazione merci nel 1911 con l'apertura della nuova stazione e definitivamente soppressa nel 1950.

## Storia

### Premesse

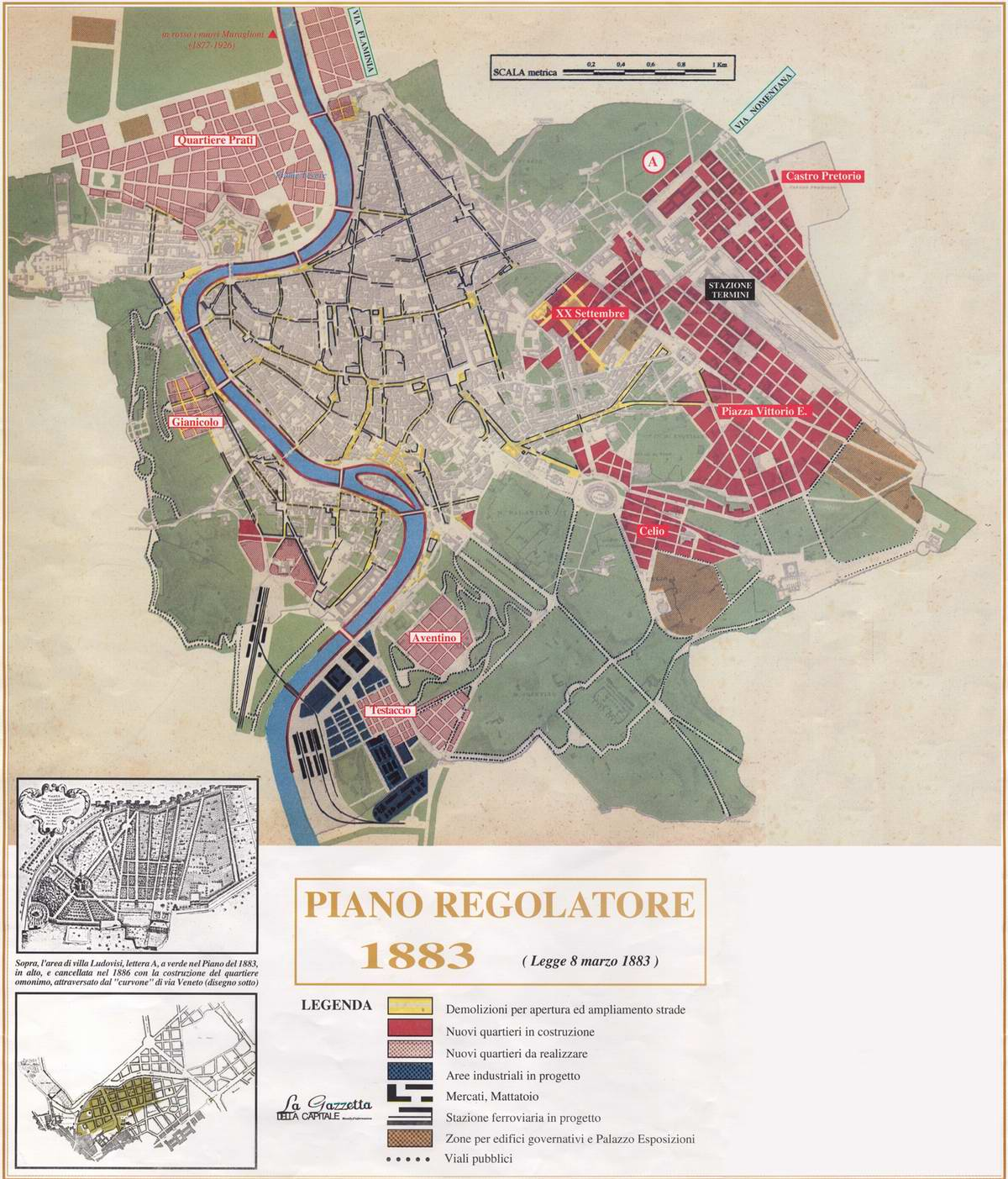
Piantina del piano Viviani del 1883, da notare la diversa posizione e progettazione per la stazione (in basso a sinistra)

Le origini della stazione risalgono al 1880 quando il governo del Regno d'Italia ne commissionò la realizzazione alla Società per le Strade Ferrate del Mediterraneo nell'area di San Cosimato, all'interno della cinta seicentesca delle mura gianicolensi. Tale progetto compare anche nel piano regolatore del 1883 di Alessandro Viviani: la stazione si sarebbe dovuta realizzare leggermente più a nord-est, di fronte al convento di San Cosimato, e sarebbe stata di testa. Sarebbe stata dedicata esclusivamente al servizio viaggiatori e allacciata alla Maremmana tramite due binari, uno proveniente da Roma Termini e uno da Livorno; di questi, il primo avrebbe attraversato il mattatoio del Testaccio (previsto con una moltitudine di binari di servizio al suo interno), scavalcato il fiume Tevere tramite un ponte metallico dedicato per poi entrare nell'area della località. L'obiettivo che si voleva raggiungere con la realizzazione del nuovo polo ferroviario era quello di decongestionare la zona di Termini, molto spesso sovraccarica per la mole di traffico affluente da più linee, ponendolo a capo della Tirrenica.
Tuttavia, nel successivo piano regolatore il posizionamento dell'impianto venne ripensato a causa di ritardi dovuti ai difficili accordi tra il comune e i proprietari dei terreni da espropriare, e a una legge del 1887 che vietava nuovi insediamenti ferroviari in zone ricche di reperti archeologici: in funzione di queste problematiche si ideò un nuovo progetto sempre proposto dalle Strade Ferrate del Mediterraneo per una linea diretta per Termini, in cui si riprogettava l'impianto in chiave terminale con predisposizione per renderlo passante (punto sul quale la commissione per l'esame del disegno di legge ebbe non pochi problemi nel prendere una decisione). Secondo quest'elaborato, denominato "progetto Mazzanti-Frontini" dai cognomi degli autori, la stazione, denominata stazione succursale di Trastevere, sarebbe dovuto divenire capolinea distaccato della preesistente linea Roma-Civitavecchia (qui costituita come linea di circonvallazione), collegata in entrambi i lati Roma e Livorno per poi proseguire oltrepassando il Tevere verso una grande stazione per servizio viaggiatori e merci denominata "stazione principale Appia Metronia" (posta davanti a San Giovanni in Laterano), pensata come passante per sostituire Roma Termini.
I lavori iniziarono finalmente nel 1888 in parallelo con quelli per il viale del Re, costruito per collegare la stazione con piazza Sonnino, durante i quali, all'allacciamento del piazzale meridionale con la Livorno-Roma, vennero scoperti i resti di un sacello degli horti caesariani, consacrato a Hercules Cubans.

### Esercizio
La stazione venne attivata per il servizio merci il 1º febbraio 1889 a pieno regime per quelle in partenza e limitato per quelle in arrivo non essendo il fascio dedicato ancora del tutto completato. Il fabbricato viaggiatori era quasi ultimato (completato era il tetto, quasi compiute le facciate interne ed esterne mentre erano in corso le operazioni di installazione della tettoia metallica), nei successivi mesi di aprile e giugno vennero presentati i progetti per le installazioni relative al servizio doganale e per i magazzini.
Al 1º febbraio 1890 tutti i piazzali erano stati completati con i relativi rilevati, le fondamenta dei fabbricati, le ritirate, varie infrastrutture per il traffico merci quali i magazzini piccola e grande velocità, i piani caricatori e infrastrutture di servizio quali le cabine per gli apparati centrali e le condutture idriche per l'acqua Paola. Il fabbricato viaggiatori era praticamente ultimato se non per piccoli dettagli quali la pavimentazione per la sala delle autorità e il riscaldamento per le sale d'aspetto. Completata era inoltre l'elegante tettoia metallica per il riparo dei viaggiatori. Rimanevano ancora la regolarizzazione della strada di circonvallazione, dei lavori murari e per il sistema di scolo. Veniva anche presentato un progetto esecutivo per la realizzazione di impianti dedicati al servizio trazione, poi irrealizzato, quali una rimessa locomotive e un piazzale dedicato con importo stimato di 759 000 lire, di cui 453 000 per l'appalto.

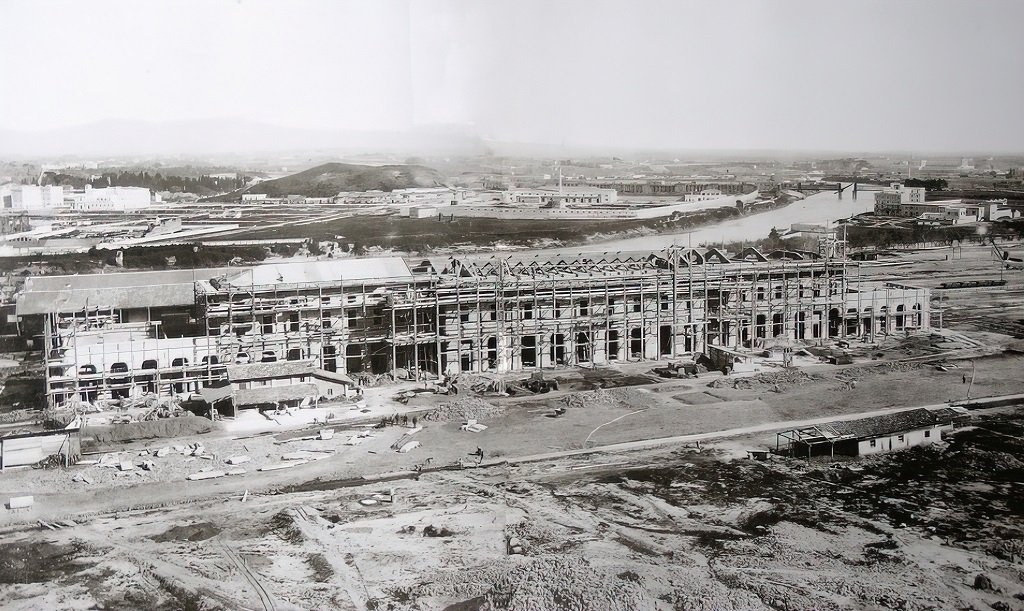
La stazione durante la costruzione nel 1889

Un mese dopo, tutti gli impianti erano stati completati, mancando di poche rifiniture sparse; per la strada di circonvallazione mancavano la regolarizzazione a monte e da effettuare degli scavi, risolti il mese successivo. Al 1º maggio restavano ancora da posare due binari nei pressi dei magazzini e quello della "Galleria dei Magazzini sotterranei" e poche altre rifiniture.
L'impianto venne ufficialmente inaugurato il 1º luglio 1890, data in cui divenne attivo il servizio viaggiatori; contestualmente, l'impianto ricevette un'estensione per il traffico merci a piccola velocità, andando così a pieno regime.
Il 30 aprile 1894 venne allacciata alla ferrovia Roma-Capranica-Viterbo, ricongiungendosi alla Maremmana provenendo da nord e affrontando una curva con raggio di curvatura molto pronunciato. Provenendo da Livorno la linea procedeva dritto (verso la stazione) o poteva virare a destra andando in direzione Termini (che in seguito sarebbe diventato il tracciato principale).
Tuttavia il traffico viaggiatori non ebbe grande successo e già a seguito della statalizzazione delle ferrovie italiane nel 1905 il fabbricato viaggiatori divenne sede dell'Istituto di Dinamica Sperimentale delle Ferrovie dello Stato (successivamente, sul piazzale antistante verrà monumentata una locomotiva a vapore, la 625.101, poi recuperata e restaurata dal deposito locomotive di Pistoia) avviando così un processo di delocalizzazione del servizio viaggiatori. All'inizio del novecento si decise di realizzare una variante di tracciato che comportava la sostituzione dell'impianto con uno nuovo passante, abbandonando definitivamente il progetto originario di realizzare un percorso più corto più interno per Termini, negli anni approvato ma soggetto a continui rinvii per mancanza di fondi dopo diverse proposte di realizzazione connesse e non realizzate (quali, ad esempio, il ponte in acciaio sul Tevere subito dopo l'uscita della stazione poi un mutato in girevole e dopo ancora di nuovo fisso).
La variante e la nuova stazione di Roma Trastevere vennero realizzati tra il 1907 e il 1910 e inaugurati il 1º maggio 1911; contestualmente, il vecchio impianto venne declassato a stazione merci e deposito rotabili, cambiando nome in "Roma Trastevere Scalo".
Con l'inaugurazione della nuova stazione, la linea per Viterbo venne altresì collegata a questa, mantenendo inizialmente entrambi tracciati. Successivamente nello stesso anno la stazione venne allacciata lato Ostiense immediatamente dopo il ponte nuovo sul Tevere. Qualche anno dopo il binario dedicato per la linea per Viterbo venne eliminato lasciando solo l'accesso alla stazione lato Tevere.

#### Trasformazione in scalo merci e officine
Nel 1913, dopo alcune considerazioni da parte dell'amministrazione autonoma delle Ferrovie dello Stato sul fatto che il parco vetture sin dalla nascita di quest'ultima continuava ad aumentare, vennero edificate le officine per la manutenzione di media e grande entità del materiale rotabile come parte di un più vasto piano per la manutenzione del materiale rotabile, sostituendo quello precedentemente sito a Roma Termini, demolito in seguito ai lavori di ampliamento. All'inaugurazione erano impiegati nel complesso 500 agenti, annualmente a regime erano in grado di riparare una media di 550 vetture a carrelli.
Seguirono negli anni immediatamente successivi varie aggiunte per rendere la stazione più adatta ed efficiente al nuovo ruolo assunto, quali un nuovo parco per veicoli riparandi, un fabbricato per il movimento, un altro fascio di deposito e manovra e ulteriori ponti a bilico.
Nel 1925 il piazzale lato fiume Tevere, precedentemente non edificato, risultava occupato da numerosi fabbricati di servizio, dedicati alle officine e serviti da binari. A questo punto l'impianto era impiegato a pieno regime per il traffico merci e per la riparazione di veicoli e negli anni successivi mantenne grosso modo le caratteristiche ottenute dopo l'attivazione delle officine.
Da una statistica dell'esercizio effettuata dalle FS a metà anni venti, il piazzale di stazione risultava disporre di:
|                                   | Numero | Tipo                 | Note                                                                |
| --------------------------------- | ------ | -------------------- | ------------------------------------------------------------------- |
| Binari                            |        | Servizio Movimento   | Lunghezza complessiva 9108 m                                        |
| Binari                            |        | Servizio Trazione    | Lunghezza complessiva 1408 m                                        |
| Binari                            |        | Approvvigionamenti   | Lunghezza complessiva 711 m                                         |
| Binari                            |        | Veicoli              | Lunghezza complessiva 1064 m                                        |
| Deviatoi                          | 53     | Semplici             |                                                                     |
| Deviatoi                          | 2      | Tripli               |                                                                     |
| Deviatoi                          | 4      | Inglesi (doppi)      |                                                                     |
| Piattaforme girevoli              | 16     |                      | Da 5,5 m                                                            |
| Ponti a bilico                    | 4      | A rotaia continua    | Capacità compresa tra le 20 t e le 30 t                             |
| Ponti a bilico                    | 2      | A rotaia discontinua | Capacità fino a 20 t                                                |
| Sagome limite                     | 1      | Profilo FS           | Separata su due stanti                                              |
| Rifornitori idrici                | 3      |                      | Capacità complessiva di 250 m²                                      |
| Gru                               | 1      | Idrauliche           |                                                                     |
| Gru                               | 5      | Idrauliche fisse     | 1 fino a 3 t 2 tra le 3 e le 6 t 2 oltre le 6 t                     |
| Elevatori                         | 1      |                      | Idraulico                                                           |
| Magazzini                         | 5      |                      | Area complessiva 5203 m², perimetro di accosto per il binario 426 m |
| Piani caricatori                  | 2      |                      | Area 1469 m² l'uno                                                  |
| Piani di carico e scarico diretto | 1      |                      | Perimetro di accosto 2864 m                                         |

Per lo scalo venne prevista la soppressione con la stesura del piano regolatore del 1931, anche se l'operatività cessò con la seconda guerra mondiale quando venne riadattato come caserma dai militari e i piazzali parzialmente smantellati.

### Riutilizzo e abbandono
Dal 1944 le vecchie baracche della caserma vennero occupate dagli sfollati dei quartieri di San Lorenzo, Torpignattara, Ostiense e Portuense dando vita al Campo Buozzi, poi demolito in gran parte nel 1955 e il rimanente negli anni settanta. Dopo la guerra l'Istituto Sperimentale riprese le attività fino al 1950, quando venne ricollocato ad Anguillara Sabazia e la stazione definitivamente soppressa. Alla fine degli anni cinquanta le ex aree ferroviarie vennero lottizzate con l'attuazione del precedente PRG.
Dagli anni novanta la stazione risulta completamente abbandonata e nel 2005 le Ferrovie dello Stato misero in vendita il vecchio fabbricato viaggiatori, che venne acquistato per 44 milioni di Euro dall'immobiliarista Giuseppe Statuto. Questi intendeva trasformarlo in un albergo, iniziativa che non ebbe seguito per altri 10 anni. Nel 2016 lo stabile veniva messo nuovamente all'asta, ma appena tre anni dopo, il 20 marzo 2019, a seguito dell'inchiesta "Congiunzione astrale" in cui venne incluso anche il progetto di restauro della stazione, Statuto divenne indagato dalla Procura di Roma e il progetto conseguentemente messo in pausa.

## Strutture e impianti

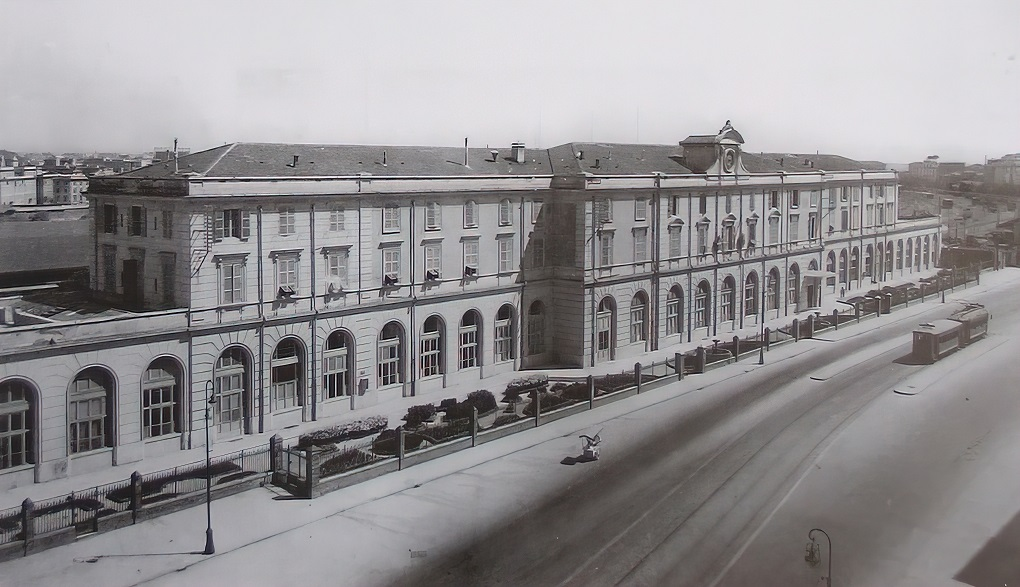
Il fabbricato viaggiatori nel 1935, quando era già sede dell'Istituto Sperimentale delle Ferrovie dello Stato

### Caratteristiche generali
Stando al progetto Mazzanti, la stazione era prevista con un'area viaggiatori e un'altra per le merci, quest'ultima suddivisa in un fascio partenze, uno scalo merci per i servizi a piccola velocità e un altro fascio per gli arrivi. La successiva planimetria rappresenta più nel dettaglio tali elementi: la zona viaggiatori era provvista di un monumentale fabbricato viaggiatori progettato dalle Strade Ferrate del Mediterraneo e 4 binari serventi le linee per Livorno e per Viterbo, coperti da una tettoia in ferro. Il resto degli impianti era dedicato al servizio merci e suddiviso in due parti: piazzale per merci a piccola velocità (il più grande) e piazzale per merci a grande velocità, infrastrutture che rimarranno quasi del tutto invariate fino alla soppressione totale della stazione.
Successive piantine della città che includono anche la stazione riportano, in maniera ragionevolmente semplificata, tali disposizioni: compaiono principalmente il fabbricato viaggiatori, i magazzini, i piani di carico e i vari fasci di binari.
All'atto della costruzione delle officine nel 1913, l'area complessiva dell'impianto ammontava complessivamente a 53200 m², di cui 10500 m² per il parco annesso alle officine, più le aree di manovra e di raccordo fra il parco, il magazzino, l'officina e l'Istituto Sperimentale, 8500 m² per la parte del magazzino annessa alle officine (dei quali 6150 m² allo scoperto e 2350 m² al coperto) e 34200 m² per le officine in sé (21300 m² al coperto e 12900 m² allo scoperto).

### Architettura
Il fabbricato viaggiatori, completato a metà 1890 in stile neorinascimentale, si sviluppava prevalentemente in senso longitudinale (lungo 169 m e largo 15), con un corpo centrale e due laterali leggermente più arretrati e di altezza leggermente minore. Venne realizzato in muratura continua, con fondazioni "a pozzo" profonde circa 4 m. Internamente, gli spazi erano organizzati attorno ad un grande atrio finemente decorato che comprendeva anche la biglietteria, da cui si diramavano due corridoi laterali che conducevano alle sale d'aspetto di seconda e terza classe a destra e gli uffici dei dirigenti movimento e del telegrafo a sinistra.
Prima della trasformazione in sede per l'Istituto Sperimentale, alle estremità dell'atrio erano collocate due scale simmetriche per i piani superiori, adibiti ad uffici e abitazioni per il personale. Lato piazza vi era un giardino caratterizzato da aiuole curate e arbusti; a sovrastare la piazza antistante, sul tetto, è un orologio sormontato da un timpano.
Diversi elementi vennero rimossi nel tempo dopo il declassamento, quali molte delle decorazioni interne ed esterne, la volta metallica sui binari e la pensilina lato piazza, eliminata dopo il 1920; tuttavia in generale nel corso del tempo, escludendo i danni dovuti all'abbandono e all'incuria, l'edificio non subì sostanziali modifiche né internamente né esternamente con l'eccezione di alcune tramezzature e scale aggiunte negli anni trenta. Particolare è il riutilizzo dell'atrio, che conservò intatte le decorazioni e la conformazione degli spazi, ma che venne riadattato per l'utilizzo delle strumentazioni dell'Istituto.

### Piazzale binari
Come già detto precedentemente, il piazzale per i viaggiatori era composto da 4 binari, il 2 e il 4 di corretto tracciato, coperti da un'elegante volta metallica, tipica delle grandi stazioni dell'epoca con le estremità chiuse da finestroni in vetro, realizzata dalle officine Cottrau di Napoli. I binari, con capacità di 50 carrozze a carrelli ciascuno, erano serviti da tre banchine di cui una intermedia e due laterali. In aggiunta, sulla destra del fabbricato viaggiatori era presente un piccolo fascio di quattro binari collegato al primo binario tramite un binario trasversale, nelle vicinanze del telegrafo di Stato.
Per quanto riguarda l'aspetto merci, il piazzale per la piccola velocità era composto di quattro magazzini, due per gli arrivi e due per le partenze serviti da due piani caricatori posti lato Livorno, 7 binari per le partenze e 5 per gli arrivi interconnessi con 3 binari trasversali e varie piattaforme girevoli. Nel fascio partenze, sul binario più prossimo ai magazzini, erano situati due ponti a bilico, uno lato Roma e uno lato Livorno, mentre nel fascio arrivi erano posti la torre dell'acqua (lato Livorno) e un montacarri per l'accesso ai magazzini sotterranei.
Il piazzale per la grande velocità, seppur di dimensioni di molto più ridotte in relazione alla mole di traffico che lo interessava, disponeva di un magazzino con piano caricatore dedicato, di 4 binari (collegati al piazzale a piccola velocità tramite l'usuale binario trasversale), di un ponte a bilico e di una piattaforma girevole per il giro dei mezzi di trazione. Le dimensioni di queste infrastrutture in generale fanno capire quanto fossero state alte le aspettative e quanto fosse stato importante il traffico merci per l'impianto nelle menti dei progettisti.

### Officine
Con l'implementazione delle officine, vennero apportate varie modifiche agli enti di piazzale e impianti fissi nonché la conversione di alcuni fabbricati ad altro uso. Lo scalo grande velocità venne semplificato notevolmente in termini di numero di binari e il magazzino riconvertito a deposito oli e infiammabili. Il fascio dedicato ai viaggiatori risultava riconvertito come fascio di stazionamento per i veicoli riparandi e il vecchio 4º binario era ora di accesso ai magazzini generale e legnami. Quest'area comprendeva anche degli uffici dedicati proprio ai magazzini e un fabbricato per le caldaie.
Il fu 3º binario conduceva al carro trasbordatore elettrico, utile alla movimentazione dei veicoli, lungo 18 m e con capacità di 50 t, adottato al fine di evitare, data la scarsità di spazio, l'implementazione di deviatoi; questo posto all'interno del capannone dove avvenivano tutte le attività di lavorazione e le manovre: si trovavano a sinistra la cosiddetta "camera calda", l'area verniciatori, l'area falegnami e lavorazione dei legni con annessa zona per montatura carrozze e in fondo gli armadietti e lavabi per il personale, mentre specularmente a sinistra trovavano posto i locali per la sgrassatura delle boccole, deposito tappezzeria, il continuo dell'area montatura carrozze con integrata una grande fossa da visita e altri armadietti.
Usciti dal capannone, si trovava il parco sale montate con annessa gru mobile a ponte, i fabbricati dedicati alla torneria e alla montatura delle ruote, con annessa fonderia e, distaccato, il locale fucinatori. L'ingresso agli operai si trovava sulla strada provinciale Portuense, dove si trovava l'edificio per il ricovero del personale, la portineria e il locale per il pronto soccorso. La lunghezza utile per la riparazione dei veicoli era di 1560 m, equivalente a circa 75 carrozze a carrelli.

## Movimento

### Traffico viaggiatori

#### Persone
| Anno | Classe | Tariffa         | Tariffa         | Tariffa          | Tariffa                | Totale                   |
| Anno | Classe | Intera          | Ridotta         | Ridotta          | Ridotta                | Totale                   |
| Anno | Classe | Intera          | Differenziale A | Andata e ritorno | Con riduzioni speciali | Totale                   |
| ---- | ------ | --------------- | --------------- | ---------------- | ---------------------- | ------------------------ |
| 1906 | 1ª     | 57 + 232        |                 | 281 + 525        | 72 + 739               | 56 321 + 41 874 (98 195) |
| 1906 | 2ª     | 484 + 1 860     |                 | 2 443 + 1 507    | 335 + 1 166            | 56 321 + 41 874 (98 195) |
| 1906 | 3ª     | 14 268 + 11 091 |                 | 34 501 + 10 386  | 3 880 + 14 358         | 56 321 + 41 874 (98 195) |
| 1910 | 1ª     | 924             |                 | 805              | 6                      | 100 032                  |
| 1910 | 2ª     |                 |                 | 99               | 110                    | 100 032                  |
| 1910 | 3ª     | 34 754          | 22              | 61 883           | 1 429                  | 100 032                  |
| 1911 | 1ª     | 613             |                 | 674              | 6                      | 98 183                   |
| 1911 | 2ª     | 31              | 4               | 182              | 132                    | 98 183                   |
| 1911 | 3ª     | 51 466          | 51              | 43 765           | 1 259                  | 98 183                   |

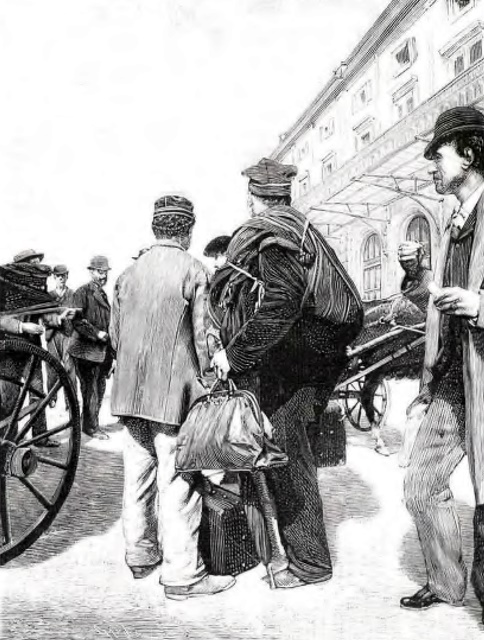
Lavoratori spagnoli nel piazzale antistante la stazione nel 1894

Come già detto precedentemente, la stazione ebbe sempre un traffico viaggiatori di scarsa intensità, sulla media delle 100 000 persone l'anno, complice la mancata realizzazione del tracciato diretto interno per Roma Termini che rese permanente la configurazione dell'impianto come località terminale, che a sua volta comportava per tutti i treni in arrivo il regresso, manovra che era inevitabilmente soggetta a perditempi per la disponibilità dei binari oltre che per il giro dei deviatoi a mano da parte del personale addetto (manovratori o deviatori) e l'inversione fisica della marcia. Nonostante i numeri non fossero particolarmente sfavorevoli (era comunque la seconda stazione per traffico dopo la stessa Termini in tutta Roma), date le aspettative di Strade Ferrate del Mediterraneo prima e Ferrovie dello Stato dopo che miravano fare della stazione la seconda della capitale per importanza, la fecero risultare incredibilmente sovradimensionata e fu uno dei motivi che spinse FS a considerare una nuova stazione sul tracciato già esistente della Maremmana, data l'indisponibilità di fondi (e impossibilità fisica) di realizzare il vecchio progetto della linea per Termini.
Con l'inaugurazione della nuova stazione di Trastevere, l'impianto cessò di effettuare servizio viaggiatori, con tutti i treni delle Ferrovie dello Stato e delle Ferrovie Secondarie Romane reindirizzati verso quest'ultima.

#### Treni
Se i viaggiatori erano in un certo qual modo esigui per le dimensioni dell'impianto, i treni lo furono ancor di più: la tipologia di servizio offerto comprendeva solamente treni misti e poche coppie di treni al giorno.
Al 1899 facevano la spola tra Roma San Paolo e Trastevere 4 coppie di treni, nel luglio 1905, con l'istituzione delle Ferrovie dello Stato, i treni dispari passarono a 5. A inizio 1908, anno in cui la Roma-Viterbo passò in gestione alle Ferrovie Secondarie Romane, si ebbe un incremento dei treni pari e dispari, rispettivamente 7 e 5 (cosa che rimase invariata anche dopo il passaggio). L'ultimo orario delle FS dove compaiono entrambe le stazioni è quello dell'aprile 1911, quando i treni erano saliti a 7 coppie giornaliere.

### Traffico merci
|                         |                           | Grande Velocità         | Grande Velocità | Piccola Velocità Accelerata | Piccola Velocità Accelerata | Piccola Velocità Ordinaria | Piccola Velocità Ordinaria |
| Con vincolo di peso (t) | Senza vincolo di peso (t) | Con vincolo di peso (t) | Bestiame (capi) | Con vincolo di peso (t)     | Senza vincolo di peso (t)   |                            |                            |
| ----------------------- | ------------------------- | ----------------------- | --------------- | --------------------------- | --------------------------- | -------------------------- | -------------------------- |
| 1906                    | In arrivo                 | 833 spedizioni          | 791             | 1 135                       | 86                          | 147 171                    | 14 911                     |
| 1906                    | In partenza               | 572 spedizioni          | 1 040           | 216                         | 93                          | 27 934                     | 15 816                     |
| 1910                    | In arrivo                 |                         | 1 408,2         | 1 980                       | 352                         | 238 838                    | 27 399                     |
| 1910                    | In partenza               |                         | 1 227,8         | 251                         | 215                         | 31 821                     | 18 578                     |
| 1911                    | In arrivo                 | 84                      | 886,3           | 2 882                       | 65 871                      | 318 028                    | 26 266                     |
| 1911                    | In partenza               | 3                       | 2 022,6         | 903                         | 2 347                       | 51 006                     | 22 117                     |

Il traffico merci era caratterizzato in particolar modo dalle importazioni, specialmente per quanto riguardava la piccola velocità ordinaria per la quale l'impianto era specializzato, passando dalle 147171 t del 1906 alle più che raddoppiate 318 028 del 1911. Era presente poi la piccola velocità accelerata, che comprendeva anche il bestiame, con numeri variabili dalle 1 000 alle 2000 t per gli arrivi e dalle 200 alle 900 t in partenza e infine, in piccola quantità, la grande velocità, talvolte persino del tutto assente. Con l'attivazione della nuova stazione la località continuò a effettuare servizio merci, anche se di molto ridotto in quanto la maggioranza venne trasferita al nuovo impianto.

## Servizi
La stazione disponeva di:
- Biglietteria a sportello
- Sale d'attesa
- Servizi igienici

Come tipico per l'epoca, era presente anche il servizio del telegrafo, situato all'interno dell'ufficio del dirigente movimento.

## Interscambi
La stazione venne servita sin dal 20 dicembre 1890 dalla rete tranviaria di Roma fino alla soppressione.
- Fermata tram (Ippolito Nievo, linea 3)

Nel 1915 la Società Romana Tramways Omnibus fece domanda per ottenere la concessione della costruzione e dell'esercizio di una funicolare congiungente la piazza della vecchia stazione e l'altipiano di Monteverde. Sarebbe stata lunga 93,83 m, a scartamento metrico e binario unico, e alimentata elettricamente sfruttando l'elettrificazione della preesistente tranvia, con inizio dal viale per poi raggiungere i 68,80 m di altezza (49% di pendenza con un dislivello di 41,40 m) in via Fratelli Bandiera.

### Fonti
1. 1 2  La nuova denominazione compare in diverse relazioni finanziarie e statistiche FS dell'epoca, tra le quali: Relazione FS 1917-18, p. 125, Relazione FS 1920-21, pp. 32, 35, Relazione FS 1921-22, p. 35, Statistiche FS anni 1924-1926, prospetto n. 9: Potenzialità delle stazioni, pp. 300-301.
2. 1 2 3 4 5 6 7 8 9 10 11 12 13  Rerum Romanarum.
3. 1 2 3  Frigieri, Muratore, cap. "Inquadramento storico-urbanistico", pp. 260-261.
4. ↑  Viviani.
5. 1 2 3 4  Frigieri, Muratore, cap. "Il trasferimento della stazione e il suo adattamento a sede dell’Istituto Sperimentale (1911-1940)", pp. 264-265.
6. 1 2  Monitore delle strade ferrate (1891), p. 361.
7. 1 2 3  Progetto Mazzanti-Frontini.
8. ↑   Touring Club Italiano, L'Italia. Roma, Milano, Touring Editore, dicembre 2004,  p. 593.
9. ↑   Bollettino dei trasporti e dei viaggi in ferrovia, su google.it, n. 1, Milano, 1º gennaio 1890,  p. 72. URL consultato il 27 febbraio 2022.
10. ↑  Monitore delle strade ferrate (1890), pp. 66-67.
11. 1 2 3 4 5  Planimetria SFM.
12. ↑  Monitore delle strade ferrate (1890), p. 145.
13. ↑  Monitore delle strade ferrate (1890), p. 150.
14. ↑  Monitore delle strade ferrate (1890), p. 225.
15. ↑  Monitore delle strade ferrate (1890), p. 277.
16. ↑  Monitore delle strade ferrate (1890), p. 377.
17. 1 2 3 4 5 6  Frigieri, Muratore, cap. "Premesse", pp. 258-260.
18. ↑  Monitore delle strade ferrate (1891), p. 104.
19. ↑  Statistiche FS 1924-1926, prospetto n. 4-1, p. 132.
20. ↑  Monitore delle strade ferrate (1890), p. 413.
21. ↑   Ufficio Centrale di Statistica delle Ferrovie dello Stato, Prospetto cronologico dei tratti di ferrovia aperti all'esercizio dal 1839 al 31 dicembre 1926, su trenidicarta.it, Alessandro Tuzza, 1927. URL consultato il 4 marzo 2022 (archiviato il 22 maggio 2021).
22. 1 2  Piano topografico di Roma (1903).
23. 1 2 3  Centostazioni.
24. 1 2  Stagni (Guida Rossa).
25. ↑  arvaliastoria.
26. ↑  Monitore delle strade ferrate (1890), p. 365.
27. ↑  Monitore delle strade ferrate (1890), p. 212.
28. ↑  Monitore delle strade ferrate (1890), p. 700.
29. ↑  Bollettino FS 1911, p. 247.
30. 1 2  Pianta di Roma (1911).
31. ↑  Nuovissima pianta di Roma (1911).
32. ↑  Probabilmente rimosso in seguito all'acquisizione della Roma-Viterbo dalle FSR, non compare già nella Guida Rossa del 1925.
33. 1 2  Rivista tecnica delle ferrovie italiane, p. 78.
34. 1 2 3  Rivista tecnica delle ferrovie italiane, p. 76.
35. 1 2  Rivista tecnica delle ferrovie italiane, p. 77.
36. ↑  Relazione FS 1917-18, p. 125.
37. 1 2  Relazione FS 1920-21, pp. 32, 35.
38. ↑  Relazione FS 1921-22, p. 35.
39. ↑  Nella pianta di Roma del 1930 l'impianto è propriamente menzionato come "Officina riparazione veicoli".
40. ↑  Mappa del piano regolatore di Roma 1931.
41. ↑  Pianta monumentale di Roma.
42. ↑  Statistiche FS 1924-1926, prospetto n. 9: Potenzialità delle stazioni, pp. 300-301.
43. ↑  Cecchini.
44. ↑  Dipartimento della guerra degli Stati Uniti d'America.
45. ↑   Rerum Romanarum, Campo Buozzi, su rerumromanarum.com, maggio 2020. URL consultato il 23 febbraio 2022.
46. ↑  Tomassi.
47. ↑   Paolo Boccacci e Simona Casalini, Roma, va all'asta giudiziaria l'ex stazione Trastevere. Un incanto da 30 milioni, su roma.repubblica.it, 13 aprile 2016. URL consultato il 27 febbraio 2022.
48. ↑   Municipio XII: il Pd chiede massima chiarezza sull’ex Stazione Trastevere, su urloweb.com, 22 marzo 2019. URL consultato il 27 febbraio 2022.
49. ↑   Gianluigi Spinaci, Antica Stazione Trastevere, Tomassetti (XII Municipio): "Si faccia qualcosa di diverso, la città ha nuove esigenze", su ilventriloco.it, 22 giugno 2020. URL consultato il 27 febbraio 2022.
50. 1 2 3 4  Planimetria FV.
51. 1 2 3 4 5 6 7  Frigieri, Muratore, cap. "Il 'fabbricato viaggiatori' su viale del Re (1889-1940)", pp. 262-264.
52. ↑  Frigieri, Muratore, cap. "L’architettura delle stazioni nella seconda metà del XIX secolo in Europa", pp. 261-262.
53. 1 2 3 4 5  Rivista tecnica delle ferrovie italiane, tav. VII.
54. ↑  Rivista tecnica delle ferrovie italiane, p. 132 (PDF).
55. 1 2 3 4 5  Statistica FS 1906, pp. 270, 353 (prospetto n. 27).
56. 1 2 3  Statistica FS 1910, pp. 150-151 (prospetto n. 27-I).
57. 1 2 3  Statistica FS 1911, pp. 152-153 (prospetto n. 27-I).
58. ↑   Regio Ispettorato Generale delle Strade Ferrate, Orario generale delle strade ferrate, delle tramvie, della navigazione e delle messaggerie postali del Regno d'Italia, su archiviofondazionefs.it, Torino, Fratelli Pozzo, validità dal 1º al 31 marzo 1899,  p. 27, quadro 50c. URL consultato il 6 marzo 2022.
59. ↑  Quadro 50c (1905), pp. 29-30.
60. ↑  Quadro 50c (1908), pp. 39-40.
61. ↑  Quadro 50c (1911), pp. 45-46.
62. 1 2  Statistica FS 1910, pp. 870-871 (prospetto n. 27-II).
63. 1 2  Statistica FS 1911, pp. 374-375 (prospetto n. 27-II).
64. ↑  Monitore delle strade ferrate (1890), p. 834.
65. ↑  La linea 3 risulta presente già in varie piantine dell'epoca, tra cui la pianta di Roma del 1911, la nuovissima pianta di Roma del 1911 e la Guida Rossa.
66. ↑   Rivista tecnica delle ferrovie italiane, su trenidicarta.it, Roma, Collegio Nazionale degli Ingegneri Ferroviari Italiani, 15 gennaio 1915,  p. 79. URL consultato il 6 marzo 2022.

### Annotazioni
1. ↑  Vedi sezione dedicata.
2. ↑  Vedi sezione dedicata.
3. ↑   Gruppo Romano Amici della Ferrovia, Locomotiva a vapore 625.101, su graftreni.it.
4. ↑  Sono indicati i numeri per le linee in esercizio normale (i primi) e speciale (i secondi).

### FS / SFM
- Società per le Strade Ferrate del Mediterraneo - Servizio delle Costruzioni, Relazione sugli studi e sui lavori svolti dal 1885 al 1897, 1898.
  -  Società per le Strade Ferrate del Mediterraneo, Piano generale della stazione (PNG), su 1.bp.blogspot.com, 1898. URL consultato il 1º marzo 2022.
  -  Società per le Strade Ferrate del Mediterraneo, Stazione di Roma Trastevere. Fabbricato viaggiatori (PNG), su 1.bp.blogspot.com, 1898. URL consultato il 5 marzo 2022.
- Amministrazione autonoma delle Ferrovie dello Stato - Servizio Centrale I, Statistica dell'esercizio. Anno 1906. Parte II - Statistica del traffico, su google.it, Roma, 1909. URL consultato il 2 marzo 2022.
- Amministrazione autonoma delle Ferrovie dello Stato - Servizio Centrale I, Statistica dell'esercizio. Anno 1910. Parte II - Statistica del traffico, su google.it, Roma, 1912. URL consultato il 2 marzo 2022.
- Amministrazione autonoma delle Ferrovie dello Stato - Servizio Segretariato, Statistica dell'esercizio. Anno 1911. Parte II - Statistica del traffico, su google.it, Roma, 1913. URL consultato il 28 luglio 2021.
- Amministrazione autonoma delle Ferrovie dello Stato, Relazione dell'Amministrazione delle ferrovie esercitate dallo Stato per l'anno finanziario 1917-18, su trenidicarta.it, Roma, 1918. URL consultato il 9 luglio 2021.
- Amministrazione autonoma delle Ferrovie dello Stato, Relazione per l'anno finanziario 1920-21, su trenidicarta.it, 1922. URL consultato il 22 febbraio 2022.
- Amministrazione autonoma delle Ferrovie dello Stato, Relazione per l'anno finanziario 1921-22, su trenidicarta.it, 1922. URL consultato il 22 febbraio 2022.
- Amministrazione autonoma delle Ferrovie dello Stato, Statistica dell'esercizio. Anni 1924-1925-1926. Statistica generale, su trenidicarta.it, vol. 1, Roma, 1929. URL consultato il 16 febbraio 2022.

#### Orari
- Direzione generale delle Ferrovie dello Stato, Orario generale delle strade ferrate, delle tramvie, della navigazione e delle messaggerie postali del Regno d'Italia, su archiviofondazionefs.it, vol. 7, Torino, Fratelli Pozzo, validità luglio 1905,  pp. 29-30. URL consultato il 6 marzo 2022.
  -  Direzione generale delle Ferrovie dello Stato, Quadro 50c Roma San Paolo-Roma Trastevere, su archiviofondazionefs.it, vol. 7, Torino, Fratelli Pozzo, validità luglio 1905,  p. 29. URL consultato il 6 marzo 2022.
  -  Direzione generale delle Ferrovie dello Stato, Quadro 50 Roma Trastevere-Roma San Paolo, su archiviofondazionefs.it, vol. 7, Torino, Fratelli Pozzo, validità luglio 1905,  p. 30. URL consultato il 6 marzo 2022.
- Direzione generale delle Ferrovie dello Stato, Orario generale delle strade ferrate, delle tramvie, della navigazione e delle messaggerie postali del Regno d'Italia, su archiviofondazionefs.it, vol. 4, Torino, Fratelli Pozzo, validità aprile 1908,  pp. 39-40. URL consultato il 6 marzo 2022.
  -  Direzione generale delle Ferrovie dello Stato, Quadro 50c Roma San Paolo-Roma Trastevere, su archiviofondazionefs.it, vol. 4, Torino, Fratelli Pozzo, validità aprile 1908,  p. 39. URL consultato il 6 marzo 2022.
  -  Direzione generale delle Ferrovie dello Stato, Quadro 50 Roma Trastevere-Roma San Paolo, su archiviofondazionefs.it, vol. 4, Torino, Fratelli Pozzo, validità aprile 1908,  p. 40. URL consultato il 6 marzo 2022.
- Direzione generale delle Ferrovie dello Stato, Orario generale delle strade ferrate, delle tramvie, della navigazione e delle messaggerie postali del Regno d'Italia, su archiviofondazionefs.it, vol. 4, Torino, Fratelli Pozzo, validità aprile 1911,  pp. 45-46. URL consultato il 6 marzo 2022.
  -  Direzione generale delle Ferrovie dello Stato, Quadro 50c Roma San Paolo-Roma Trastevere, su archiviofondazionefs.it, vol. 4, Torino, Fratelli Pozzo, validità aprile 1911,  p. 45. URL consultato il 6 marzo 2022.
  -  Direzione generale delle Ferrovie dello Stato, Quadro 50 Roma Trastevere-Roma San Paolo, su archiviofondazionefs.it, vol. 4, Torino, Fratelli Pozzo, validità aprile 1911,  p. 46. URL consultato il 6 marzo 2022.

### Mappe d'epoca
- Alessandro Viviani, Piano regolatore e di ampliamento della città di Roma, su archiviocapitolino.it, 1883. URL consultato il 4 marzo 2022.
- Sistemazione ferroviaria della città di Roma. Progetto Mazzanti-Frontini, su romaierioggi.it, 1888. URL consultato il 22 febbraio 2022.
- Guida di Roma, su romaierioggi.it, Società Romana Tramways-Omnibus, 1893. URL consultato il 22 febbraio 2022.
- Piano topografico di Roma, su romaierioggi.it, 1903. URL consultato il 22 febbraio 2022.
- Istituto Geografico de Agostini, Pianta di Roma, su romaierioggi.it, 1911. URL consultato il 22 febbraio 2022.
- Genio Civile, Nuovissima pianta di Roma, su romaierioggi.it, 1911. URL consultato il 22 febbraio 2022.
  -  Pianta di Roma colle indicazioni della illuminazione pubblica elettrica, su romaierioggi.it, 1911. URL consultato il 4 aprile 2022.
- Touring Club Italiano, Grande mappa di Roma, su Guida Rossa, stagniweb.it, 1ª ed., Giorgio Stagni, 1925. URL consultato il 30 aprile 2022.
- Istituto Geografico de Agostini, Pianta di Roma, su romaierioggi.it, 1930. URL consultato il 22 febbraio 2022.
- Mappa del piano regolatore di Roma 1931, su romaierioggi.it, 1931. URL consultato il 22 febbraio 2022.
- Domenico Cecchini, Principali fasi della trasformazione urbana. Formazione delle aree urbane e metropolitane dal XX secolo fino agli anni '70, su cittasostenibili.it. URL consultato il 22 febbraio 2022.
- Pianta monumentale di Roma, su romaierioggi.it, Roma, Enrico Verdesi, 1933. URL consultato il 22 febbraio 2022.
- (EN) Dipartimento della guerra degli Stati Uniti d'America, Town Plan Of Rome, su romaierioggi.it, 2ª ed., 1943,  p. 2. URL consultato il 4 aprile 2022.